# Rod Laver
Rodney George "Rod" Laver (sinh 9 tháng 8 năm 1938, tại Rockhampton, Australia) là cựu vận động viện quần vợt của Úc. Rod Laver là một trong những tay vợt thành công nhất trong lịch sử quần vợt; ông thường được sắp hạng rất cao mỗi khi người ta nói tới những tay vợt hay nhất trong lịch sử. Ông và Don Budge là hai tay vợt nam duy nhất đã thắng "Grand Slam", nghĩa là thắng cả bốn giải Úc, Pháp, Wimbledon (Anh), và Mỹ cùng một năm. Don Budge thắng Grand Slam năm 1938; Rod Laver thắng Grand Slam 2 lần: lần đầu năm 1962 với tư cách nghiệp dư (tài tử) và năm 1969 với tư cách chuyên nghiệp. Ông có biệt hiệu là "Mũi Tên Lửa" (The Rocket). Không rõ vì sao có tên này, có 2 giả thuyết: vì ông chạy rất nhanh, vì ông có cú rờ ve một tay(one-handed backhand) thần sầu quỷ khốc. Tuy nhiên khi hỏi chính ông thì ông giải thích rằng lúc ông còn nhỏ vì ông lười chạy nên huấn luyện viên nổi tiếng của Úc thời ấy là Harry Hopman đặt tên "Mũi Tên Lửa" để ghẹo ông.

## Thời kỳ nghiệp dư (tài tử)
Cho đến trước năm 1963, Laver vẫn còn thi đấu nghịêp dư. lúc đó chỉ các tay vợt nghịêp dư mới được quyền tham dự 4 giải Grand Slam trong năm. Laver giành danh hiệu Grand Slam đầu tiên tại giải Úc mở rộng năm 1960. Năm 1962, ông giành được cả bốn giải Grand Slam trong năm.

## Thời kỳ chuyên nghiệp
Lúc mới chuyển sang thi đấu chuyên nghiệp, Laver thua liên tiếp trước các tay vợt hàng đầu thế giới lúc đó. Ông thua Lew Hoad trong cả tám trận đầu tiên hai tay vợt này gặp nhau, và thua Ken Rosewall 11 trong 13 trận đấu. Tuy nhiên sau đó Laver đã cải thiện khả năng của mình, và gặt hái được thành công.
Năm 1969, Laver giành được cả bốn giải Grand Slam trong năm.